# Basic Instinct

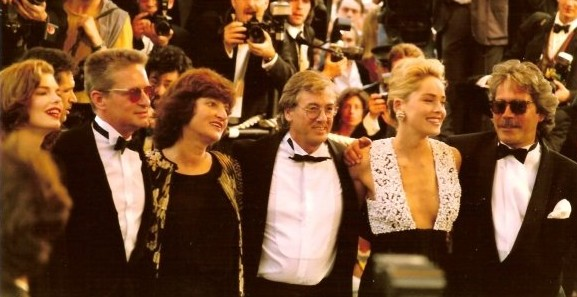
Het team van Basic Instinct op het Filmfestival van Cannes in 1992

Basic Instinct is een Amerikaanse neo noir thriller uit 1992, geregisseerd door Paul Verhoeven, op basis van een scenario van  Joe Eszterhas. De belangrijkste rollen worden vertolkt door Michael Douglas, Sharon Stone, George Dzundza en Jeanne Tripplehorn.
Basic Instinct werd in 1992 vanwege zijn expliciete gewelds- en seksscènes veel besproken. In de film is een voor Hollywood ongebruikelijke hoeveelheid erotiek verwerkt. Ook leidde de film tot protesten vanwege de manier waarop de film Lesbische en biseksuele vrouwen toont als kille, emotieloze mensen met een dubieus verleden. Vanuit de LHBT-gemeenschap in San Francisco werden pogingen gedaan om de opnamen te verstoren. Ook bij de première werd geprotesteerd. Andere punten van kritiek waren dat de hoofdpersoon een verkrachting pleegt en ermee wegkomt, er openlijk drugs gebruikt wordt en Sharon Stone in meerdere scènes zonder slipje te zien is.
De film was vanaf zijn Amerikaanse première op 20 maart 1992 een groot succes, en werd met een wereldwijde opbrengst van meer dan 350 miljoen dollar een van de best bezochte films van dat jaar. De film zelf kostte ongeveer 49 miljoen dollar. Sharon Stone, die vóór deze film voornamelijk bijrollen en in B-films speelde, werd dankzij deze film een ster. De film heeft een feministische inslag. De hoofdpersoon is een man waar het machismo vanaf druipt en die overal mee weg denkt te komen. Zijn vrouwelijke tegenspeelster is een van de weinigen die hem weet te manipuleren en dat kan hij moeilijk verteren. Basic Instinct werd ook geprezen als empowerment voor lesbische vrouwen en hierna werd het in Amerikaanse films meer geaccepteerd om bloot en seks te tonen.

## Verhaal
Nick Curran (Michael Douglas) is een rechercheur bij de politie van San Francisco die de moord onderzoekt op Johnny Boz, een rockartiest die tijdens een gevaarlijk seksspelletje is doodgestoken met een ijspriem. Zelf worstelt hij met een verleden van alcoholmisbruik, slecht afgelopen relaties en een ongebruikelijke onderzoekstechniek, waar iets te vaak doden bij zijn gevallen. Sinds hij onder invloed van cocaïne twee toeristen heeft doodgeschoten krijgt hij begeleiding van een psychiater.  De belangrijkste verdachte in de moordzaak is Catherine Tramell (Sharon Stone), een aantrekkelijke en intelligente, maar manipulatieve biseksuele schrijfster die een tijdje een relatie had met Boz. In een van haar boeken staat een moord beschreven, die heel veel lijkt op de moord op Boz. De vraag is nu of Catherine de moord heeft gepleegd of dat iemand deze haar in de schoenen wil schuiven. Catherine blijkt er opmerkelijke vrienden op na te houden want twee van haar vriendinnen, waaronder Roxy waarmee ze een relatie heeft, hebben zelf ooit moorden gepleegd maar zijn ermee weg gekomen.
De zaak escaleert wanneer blijkt dat Catherine bezig is met een nieuw boek, geïnspireerd op Nick en waarin de hoofdpersoon voor een foute vrouw valt en gedood wordt. Omdat Catherine veel over hem blijkt te weten valt Nick zijn leidinggevende Nilsen aan omdat hij denkt dat hij de informatie aan Catherine heeft doorgespeeld. Nick wordt op non-actief gezet en begint een relatie met Catherine waarbij hij op bed vastgebonden wordt net als Boz. Roxy wordt jaloers en probeert hem dood te rijden maar verongelukt en sterft. Ook Beth Garner (Jeanne Tripplehorn), de psychiater van Nick, wordt bij de zaak betrokken en Nick verdenkt haar van de moord op Boz en van eerdere moorden.
Wanneer Nick ontdekt dat de hoofdpersoon in het nieuwe boek zijn collega dood in een lift aantreft en Nick vindt zijn eigen collega ook doodgestoken met een ijspriem in een lift. Hij verdenkt Beth, die ook in het gebouw is en schiet haar dood. Later worden er aanwijzingen gevonden dat Beth misschien toch de moordenaar van Boz is. Nick en Catherine komen weer bij elkaar. Tijdens het vrijen reikt Catherine even onder het bed zonder iets te pakken maar de kijker krijgt te zien dat daar een ijspriem ligt.

## Ondervragingsscène
Waarschijnlijk de bekendste scène uit de film is de ondervragingsscène. Catherine wordt ondervraagd door een groepje mannelijke politieagenten. Tijdens deze scène opent ze eventjes haar benen, waarna ze ze weer kruist. Op deze manier laat ze aan de agenten (en de camera) zien dat ze onder haar witte rokje geen ondergoed draagt, waardoor de agenten volledig in de war raken. De scène groeide uit tot een van de bekendste en meest geparodieerde scènes uit de jaren negentig. Voor dit specifieke shot verliet iedereen de ruimte en bleven alleen Paul Verhoeven, Sharon Stone en één cameraman achter zodat het in alle rust kon gebeuren.
Paul Verhoeven gaf aan dat hij de scène geïnspireerd had op een situatie die hij echt had meegemaakt tijdens een studentenfeest. Het shot bleek zeer controversieel. Sharon Stone beweerde later nooit te hebben geweten dat Paul Verhoeven vanuit een dermate lage camerahoek filmde waardoor ze meer toonde dan ze wilde. Ze beweerde zelfs dat ze bij het zien van de eerste versie van de film Paul Verhoeven in zijn gezicht geslagen had. Ook anderen zouden gesteld hebben dat het shot eruit moest omdat het voor haar een Oscarnominatie in de weg zou staan. Verhoeven zelf heeft altijd beweerd dat Stone heel goed begreep wat de scène inhield, het zelfs een goed idee vond en ze hem nooit geslagen had.
Overigens hadden Verhoeven en Stone wel een goede persoonlijke band. Verhoeven had zich destijds bovendien hard gemaakt om haar de rol te geven tegen de zin van Michael Douglas en terwijl er vele andere kandidaten waren.

## Rolverdeling
| Acteur             | Personage                          |
| ------------------ | ---------------------------------- |
| Michael Douglas    | Rechercheur Nick Curran            |
| Sharon Stone       | Catherine Tramell                  |
| George Dzundza     | Gus                                |
| Jeanne Tripplehorn | Dr. Beth Garner                    |
| Denis Arndt        | Lt. Walker                         |
| James Rebhorn      | Dr. McElwaine                      |
| Leilani Sarelle    | Roxy                               |
| Bruce A. Young     | Andrews                            |
| Chelcie Ross       | Commissaris Talcott                |
| Dorothy Malone     | Hazel Dobkins                      |
| Wayne Knight       | John Correli                       |
| Daniel von Bargen  | Lt. Nilsen (als Daniel Von Bargen) |
| Stephen Tobolowsky | Dr. Lamott                         |

Goldsmith en Stone werden genomineerd voor een Golden Globe, en Urioste en Goldsmith werden genomineerd voor Oscars.

## Trivia
- De sjaal van Hermès, die in de openingsscène werd gebruikt om Johnny Boz aan het bed te binden tijdens het seksspelletje, werd na deze film een razend succes.

## Vervolg
In maart 2006 is het vervolg, Basic Instinct 2, in première gegaan. Van de medewerkers uit de vorige film hebben enkel hoofdrolspeelster Sharon Stone en executive producer Mario Kassar hun medewerking verleend aan het vervolg.